# 西加里曼丹省
西加里曼丹省（印尼語：Provinsi Kalimantan Barat）簡稱西加省，是印度尼西亞在婆羅洲加里曼丹地區的五個省份之一，省會坤甸市，剛好位於赤道線上，故該省又稱為「赤道之地」。面積約146,807平方公里。居民中超過一半信仰為伊斯蘭教、23.94%為天主教、12.38%為基督新教，其餘信佛教，印度教和孔教。2000年人口約3,740,017，人口年增長率是1.53%，人口密度為（每平方公里）26人。

## 地理

### 週圍地區
- 北與馬來西亞的砂拉越接壤。
- 東北是東加里曼丹。
- 東南為中加里曼丹。
- 南瀕爪哇海。
- 西濱卡里馬塔海峽。

### 地形
西加里曼丹大部份地區都是沼澤，包括西部的沿海地帶。北部、東北部與東南部有山脈。

### 河流
1. 卡普阿斯河 (Kapuas)，印尼全國最長河流，全長約1038公里。
2. 巴灣河 (Pawan)
3. 肯道阿河 (Kendaua)
4. 美拉維河 (Melawi)

### 山脈
1. 馬勒山脈(Muller)：位於東南部，東北-西南走向，此山脈是與中加里曼丹的天然分界。
2. 斯赫瓦納山脈(Schwaner)：位於東南部，東北-西南走向，是馬勒山脈往西南方向的延續，也是與中加里曼丹的天然分界。
3. 上卡普阿斯山脈(Kapuas Hulu)：位於北部，西北-東南走向，在東北部與馬勒山脈會合。

## 气候
西加里曼丹省省會坤甸市正处于赤道線上，屬熱帶氣候，日平均氣溫在22至32攝氏度之間，年均降雨量在3000至3900毫米之間，平均濕度為85.2%。

## 行政區劃
西加里曼丹省共分為2個市和12個縣。2003年昔加羅縣由上侯縣分出、美拉維縣則由新當縣分出，2007年古烏拉雅縣由喃吧哇縣分出、北加榮縣則由道房縣分出。西加里曼丹省有29%的人口於坤甸定居，下表列出各縣市之位置、政府所在地和人口，將西加里曼丹省調整為北、中、南、東四大區域。
| 區劃單位 | 名稱         | 政府所在地 | 面積 平方公里 | 人口 2010普查 | 人口 2015普查 | 人口 2019年中估計 | 人類發展指數 2014估計 |
| -------- | ------------ | ---------- | ------------- | ------------- | ------------- | ----------------- | --------------------- |
| 縣       | 三發縣       | 三發鎮     | 6,394.70      | 496,120       | 522,865       | 535,725           | 0.632 (中)            |
| 市       | 山口洋市     | 西山口洋區 | 504.00        | 186,462       | 207,144       | 222,910           | 0.698 (中)            |
| 縣       | 孟加影縣     | 孟加影鎮   | 5,387.30      | 215,277       | 238,137       | 255,261           | 0.644 (中)            |
| 北部地區 | 北部地區     | 不適用     | 12,286.00     | 897,859       | 968,146       | 1,013,896         |                       |
| 市       | 坤甸市       | 坤甸市區   | 107.80        | 554,764       | 606,721       | 646,661           | 0.766 (高)            |
| 縣       | 喃吧哇縣     | 喃吧哇鎮   | 1,276.90      | 234,021       | 251,548       | 264,225           | 0.627 (中)            |
| 縣       | 萬那縣       | 芽橫鎮     | 9,909.10      | 329,649       | 357,172       | 377,305           | 0.635 (中)            |
| 縣       | 古烏拉雅縣   | 雙溪拉雅鎮 | 6,985.20      | 500,970       | 544,949       | 579,331           | 0.645 (中)            |
| 縣       | 上侯縣       | 卡普阿斯鎮 | 12,857.80     | 408,468       | 444,095       | 470,224           | 0.620 (中)            |
| 中部地區 | 中部地區     | 不適用     | 31,136.80     | 2,027,872     | 2,204,485     | 2,337,746         |                       |
| 縣       | 北加榮縣     | 蘇加丹那鎮 | 4,568.26      | 95,594        | 105,278       | 112,715           | 0.585 (低)            |
| 縣       | 道房縣       | 道房鎮     | 31,240.74     | 427,460       | 474,983       | 512,783           | 0.632 (中)            |
| 南部地區 | 南部地區     | 不適用     | 35,809.00     | 523,054       | 580,261       | 625,498           |                       |
| 縣       | 昔加羅縣     | 昔加羅鎮   | 5,444.30      | 181,634       | 193,226       | 201,578           | 0.619 (中)            |
| 縣       | 新當縣       | 新當鎮     | 21,635.00     | 364,759       | 395,890       | 418,785           | 0.631 (中)            |
| 縣       | 上卡普阿斯縣 | 富都鎮     | 29,842.00     | 222,160       | 245,534       | 263,207           | 0.629 (中)            |
| 縣       | 美拉維縣     | 彬路鎮     | 10,640.80     | 178,645       | 195,667       | 208,417           | 0.628 (中)            |
| 東部地區 | 東部地區     | 不適用     | 67,562.10     | 947,198       | 1,030,317     | 1,091,987         |                       |
| 總計     | 西加里曼丹省 | 坤甸市     | 147,307.00    | 4,395,983     | 4,783,209     | 5,069,127         | 0.648 (中)            |

注釋：
- 以上數據不包括一個特別飛地（Daerah Kantong）2010年人口為5,469人。省內其他城鎮包括邦戛（Pemangkat）、戴燕（Tayan Hilir）、美寮（Meliau） 、 斯古拉（Sekura）、八角亭（Kuala Mempawah）、大灣肚（Teluk Suak）、邦家寧（Menjalin）、白家爐（Pakadu）、酸柑港（Sengkubang）、富都（Putussibau）、文律（Nanga Bunut）、米倉（Segedong）、芽拉（Ngarak）、百富院（Sungai Duri） 、松柏港 （Sungai Pinyuh）、直木港（Tebas）、淡水港（Sungai Purun）、東萬律（Mandor）、雙溝月（Sungai Ayak）等。

## 生物
天然植物有鐵樹、柚樹、櫟樹、各種菌類、蕨類和蘭花。

## 經濟
主要為農業，糧食作物有水稻、玉蜀黍、木薯；經濟作物為橡膠、油棕和椰子。
工業多為家庭式的小型工廠，種類有碾米、加工棕油、木雕、織布、編草蓆和籃子等。

## 交通
主要靠河運、海運和空運，有少數的公路連接省府坤甸和其他地區。

## 政治
印尼政府于2001年批准西加里曼丹省开始实施自治。后来该省三大民族达雅族、马来族、华族达成一项协议：西加里曼丹省的华人是当地原住民之一，该省的第二大城市——华人占60％的山口洋市，必须由华人担任市长一职；首府坤甸市，华人约占30％左右，则规定必须由华人担任副市长一职。截止2006年，西加里曼丹省已有一位华人当选为印尼国会议员，4位华人当选为省议员。